# صلاح أبو إسماعيل
الشيخ صلاح أبو إسماعيل (1927 - 1410 هـ / 1990) داعية إسلامي وأحد أعلام الإخوان المسلمين في مصر وهو والد الداعية حازم صلاح أبو إسماعيل.

## ميلاده ونشاته
ولد في قرية بهرمس مركز إمبابة محافظة الجيزة بمصر، يوم 17-3-1927م، في بيت معروف بحفاوته بالعلم والعلماء، فجده الأعلى كان إماماً للخديوي إسماعيل، وأنجب ولدين تخرجا في الأزهر، توفي والده في ريعان الشباب، فتولَّت أمه رعايته أحسن رعاية، وكان في البيت مكتبة حافلة بنوادر المطبوعات والمخطوطات،

## سيرته العلمية والعملية
- في سنة التخرج واجه الاعتقال الذي شنّه عبد الناصر على الإخوان ترك أثره النفسي على نتيجة الامتحان، فحصل على درجة «مقبول» وهو الطالب المتفوق في مراحله الدراسية السابقة.
- عمل في التدريس فترة، ثم نقل مديراً لمكتب شيخ الأزهر محمد الفحام، واستمر في نفس الوظيفة مع الدكتور عبد الحليم محمود حتى أقاله السادات من الوظيفة.

كان داعية في المحافل والمساجد ووسائل الإعلام، حيث كانت له حلقات إذاعية في تفسير القرآن في تلفاز «أبوظبي» قرابة خمسمائة حلقة، وتفسير سورة يوسف لتلفاز دولة البحرين قرابة الثلاثين حلقة، والمصحف المفسر لتلفاز المملكة العربية السعودية قرابة الثلاثين حلقة، ومئات الحلقات من البرامج الدينية لتلفاز قطر، وعشرات الحلقات الدينية لتلفاز سلطنة عمان، وثلاثين حلقة لتلفاز دولة الكويت... إلخ، وكان من أهم تلك الحلقات حلقات «أسلوب الإسلام في بناء الإنسان» و«العدل في الإسلام» و«الإسلام والقتال» و«اليهود في القرآن»، وهذه الأخيرة قامت «جمعية عبد الله النوري» بالكويت بطباعتها وتوزيعها على نطاق واسع، كما أسهم الشيخ صلاح أبو إسماعيل بالكتابة في الصحف والمجلات العربية، وشارك في إلقاء محاضرات في كل من مصر والسودان وقطر والبحرين والإمارات والكويت والهند وإندونيسيا وسنغافورة وبريطانيا وأمريكا وغيرها.
لقد كان صلاح أبو إسماعيل داعية إسلامياً كبيراً، كثير الاختلاط بالناس، يخطب فيهم منذ كان في سن الخامسة عشرة، فكانت فصاحته تأخذ بالألباب، وكلماته تنمّ عن عقل راجح، وذكاء متوقّد، حتى صار محطّ احترام وتوقير من حوله، يلجؤون إليه للإصلاح بين المتخاصمين، وحلّ مشكلات المحيطين به، وقد نمت هذه الخاصية عنده، فكان نجم فضّ المنازعات واستئصال نوازع الشر من قلوب العائلات وبالاخص في بلدته «بهرمس» والدائرة الانتخابية التي كان يمثلها من أول قري امبابة حتي بلدة بني سلامة علي حدود الجيزة مع البحيرة وفي غيرها من القرى والمدن المصرية.
خاض الحياة النيابية مناضلاً في سبيل مبادئه.. ولم يثنه حظر العمل الإسلامي رسمياً عن التماس السبل للصدع بكلمة الحق، رفع شعار: «أعطني صوتك لنصلح الدنيا بالدين»، وقد دخل البرلمان المصري منذ سنة 1976م وحتى وفاته سنة 1990م، وضرب المثل لإنفاق المال في خدمة الدين، فأنشأ في بلدته مجمعاً ضخماً للمعاهد الأزهرية، يضم مختلف مراحل التعليم ورفض ان يسمي المعهد الأزهري الذي شيدة في بلدتة بهرمس مركز امبابة بالجيزة باسمة إلا أن الأزهر أطلق علية اسم الشيخ تخليدا لذكراة واشادة بدورة وما بذلة من جهد في خدمة الدعوة الإسلامية وذلك بعد وفاتة كما شيّد مسجداً كبيراً بالقرية، وساهم بالمال وبالجهود في إنشاء حوالي خمسين معهداً دينياً بالعديد من القري والمدن بكافة المحافظات.
لقد كان من ألمع قادة الصحوة الإسلامية كما يقول الشيخ محمد الغزالي ومن أنصعهم بياناً، وأعمقهم إيماناً، وكان يعتمد في دعوته إلى الإسلام على تفسير القرآن الكريم. احتلت مقاومة العلمانيين والشيوعيين جانباً بارزاً في حياته، وقد جاهد مع زملائه في البرلمان لإصدار قوانين الشريعة الإسلامية، وقد جمع هذه القوانين وأعدّها لتكون تحت مسؤولية المجلس، ولم يترك فرصة إلا وتكلم في المجلس منادياً بتطبيق الشريعة الإسلامية، ومنتقداً القوانين الوضعية التي تتعارض معها، ومطالباً بتعديلها.

## من مؤلفاته
1. اليهود في القرآن الكريم.
2. شهادة حق في قضية العصر.
3. في تفسير القرآن الكريم.
4. تفسير سورة يوسف.
5. أسلوب الإسلام في بناء الإنسان.
6. العدل في الإسلام.
7. الإسلام والقتال.

## من أقواله
- "الدنيا دار ممر.. لا دار مقر.. فنحن نمر بها مروراً، مهما طال بنا الأجل.. ولن نخلّد فيها أبداً.. وما دام الحال هكذا في هذه الحياة الدنيا.. لماذا الحقد والغلّ والحسد؟ لماذا التطاحن والتناحر؟ إن النفس الصافية تريح صاحبها، ويستريح لها من هم حوله.. والقلب الذي لا يحمل غلاً لأحد.. يعيش صاحبه حياة هادئة مطمئنة، وصدق رسول الله { حين قال: "إن في الجسد مضغة إذا صلحت صلح الجسد كله، وإذا فسدت فسد الجسد كله، ألا وهي القلب".
- ويقول: «إن أهم الأحداث تأثيراً في نفسي وتفكيري ما أراه من شعارات إسلامية ترفعها بعض الدول في حين ترى واقعاً حافلاً بشتى المتناقضات مع تلك الشعارات. ولقد عرفت طريقي إلى مركز جماعة الإخوان المسلمين أيام الدراسة الابتدائية، إذ كان مسكن أسرتي في» الحلمية«نفس الحي الذي يقوم فيه المركز العام للإخوان المسلمين، وقد اجتذبتني أحاديث المرشد العام الإمام حسن البنا مساء كل ثلاثاء، فثابرت على حضورها، دون أن أسجل انتمائي إلى الجماعة، على الرغم من وثيق ارتباطي بأفكارها، وتقديري لإمامها. وحين استشهد الإمام البنا، واحتجبت الجماعة رسمياً عن الساحة، جاء دور البلاء، فكان النكال الرهيب الذي صُب على أقطاب الجماعة وشبابها، وقد رأيت ما يحير الألباب، ويثير الدهشة، إذ كيف يلقى هؤلاء الرجال الذين يستحقون كل تكريم، هذا العذاب الأليم؟ وأدركت أن وراء المحن أعداء الإسلام ومخالب الاستعمار، الذي لم يزل جاثماً على صدر الكنانة، ولقد كان لتلك الأحداث أثر بعيد في إعداد النفوس لقبول ثورة الضباط سنة 1952م، فلما استوت على سوقها، وقضت على جميع الأحزاب السياسية، إلا جماعة الإخوان المسلمين، الذين فسحت لهم مجال العودة إلى نشاطهم الدعوي، بادرتُ إلى تجديد اتصالي بهم، وفي صدري أمل قوي بأن العهد الجديد سيفضي إلى تطبيق الشريعة الإسلامية، وتحقيق المجتمع المثالي الذي يحلم به الإخوان، وذات مساء وفي أعقاب الحديث الأسبوعي» درس الثلاثاء«، أعلن عن حديث خاص للقاضي عبد القادر عودة وكيل الجماعة آنذاك، يلقيه يوم الخميس في المركز العام للإخوان المسلمين.. وقد استهواني حديثه، وترك في نفسي من التأثير ما جعلني أعتقد أن تغيير الفكر أساس لتغيير السلوك.. وكان مما قاله الأستاذ عودة يومئذ:» نحن في بلد يحكمه نظام دستوري، أساسه سلطة الأغلبية، فإذا استطعنا أن نحشد الأكثرية تحت شعار «لا حكم إلا بالقرآن»، فذلك هو السبيل الدستوري لتطبيق الشريعة الإسلامية«. في هذه الليلة فقط، أحسست أن ما مضى من عمر اتصالي بجماعة الإخوان المسلمين لم أكن فيه إلا سلبياً أسمع ولا أرى داعياً للانتماء إلى هذه الجماعة، على الرغم من إعجابي بروحانية الإمام حسن البنا. أما الآن فقد تحولت طاقتي كلها للعمل على دعوة الناس للانتظام في سلك الجماعة. ووفقني الله، فأحدثتُ في مركز الجماعة بإمبابة الجيزة أكثر من عشرين شعبة للإخوان، وانتخبني إخواني رئيساً بمركز الجهاد ب» بهرمس«واختارني إخواني في كلية اللغة العربية بالأزهر مسؤولاً عن نشاط جماعة الإخوان فيها».

## (قالوا عنه)
- يقول الأستاذ محمد المجذوب في كتابه «علماء ومفكرون عرفتهم»: «كثيرون جداً أولئك الذين يريدون أن يقرؤوا سيرة الشيخ صلاح أبو إسماعيل، لأنه بات في أيامهم هذه من التحف النادرة التي قل أن يقعوا عليها في واقعهم، ولعل معظم هؤلاء قد فوجئوا لأول مرة باسم هذا الرجل يوم ألقى بقذيفته المدوية أمام المحكمة المنعقدة لمحاكمة من يسمونهم» جماعة الجهاد«في القاهرة، فانطلق صداها يتردد في الصحف والإذاعات العالمية، ثم لم يتوقف دويها حتى اليوم.. وحق لهم أن يفاجؤوا، وحق لوسائل الإعلام العالمية أن تردد ذلك الصدى، لأنه كان نذيراً بأنه لا يزال بين علماء الإسلام من يؤثر مرضاة الله على النفس والحياة والمنصب، فيعلن شهادة الحق في أحرج المواقف، يرسلها مجلجلة ناصعة لا تخاف في الله لومة لائم، حفاظاً على قلبه من أن يخالطه الإثم الذي أوعد الله به كاتمي الشهادة. وإنها، لعمر الحق، لبطولة تفوق سائر البطولات، التي ألف الناس أن يروها ويقيموا لها الأنصاب والمعالم.. وبخاصة بعد أن خرست أصوات الصادقين، وطغت ضوضاء المنافقين، وأصبحت فنون البلاء موكلة بالألسن، فهي تتهيب أن تهمس بكلمة الحق، خشية أن تقطع أو تنزع.. وبهذه الروح، وبهذه النظرة إلى موقف الرجل في ذلك اليوم التاريخي، قصدت إلى زيارته في داره بحي الدقي من القاهرة، وكان الحوار».
- ويقول عنه ابنه الأستاذ حازم صلاح أبوإسماعيل: «رباني والدي من خلال الصحبة والتفاعل، فلم يكن يأمر أو ينهى، ولم يكن أيضاً مجرد ناقل خبرات، أو مصدر تعليمات، بل كان لي صاحباً وشريكاً في شؤوني، كما كنت شريكه في كل أموره، حتى وأنا طفل صغير كنت ألازمه في كثير من اللقاءات والأسفار، عندما كان يعد بحثاً أو خطبة أو محاضرة، كان يناديني ويقول لي: مطلوب منا أن نعد بحثاً لتقديمه حول موضوع كذا، وعندما أجد نفسي لا أعرف من أين أبدأ، يوجهني ويقترح علي الكتب، ويناقش معي جوانب الموضوع ومصادره. كان وقته محدوداً، ولكنه يحسن استغلاله، وبهذه الطريقة كان التدريب العقلي والتربوي والخلقي يأتي من خلال الصحبة والتفاعل، كان يسمح لي بإبداء الرأي في كل الأمور، لدرجة أنني كنت أقترح عليه أن يكتب رداً معيناً إجابة عن موضوع من الموضوعات فيقول لي: طيّب اكتب لي المشروع ونرى».
- ويقول المستشار عبد الله العقيل عن معرفته به:
  - بدأت معرفتي بالشيخ صلاح أبوإسماعيل، حين كنا ندرس في الأزهر، وهو في كلية اللغة العربية، وأنا في كلية الشريعة، وكنا نعتبره من محبي الإخوان ومؤيديهم، ثم زاد ارتباطه بالجماعة من خلال النشاط في الكلية، وقد تخرج في نفس السنة التي تخرجت فيها، حيث غادرت مصر قبيل اشتداد الطغيان الناصري، ولم ألتقه بعدها حتى أوائل السبعينيات، حين زرت مصر بعد هلاك الطاغية عبد الناصر، والتقيت بإخواني وأساتذتي الذين حدثوني عن نشاط الشيخ، فزرته في بيته، وتوثقت الصلة به، ثم زارنا في الكويت، كما سعدت به في موسم الحج، حيث شاركنا في مخيم الرابطة، وأكبرتُ فيه هذه الحيوية والنشاط، رغم ما كان يعانيه من السمنة الزائدة، والأمراض التي يتعاطى الأدوية لعلاجها.
  - وكان ذا عزيمة وبأس، واستخفاف بأصوات الناعقين من العلمانيين والمنافقين، الذين يتصدرون وسائل الإعلام المسموعة والمقروءة والمرئية، ويرى أنهم من التفاهة بمكان، لأنهم يغيّرون جلودهم، ويتلونون مع الأحداث، ويلبسون لكل حال لبوسها، ويسيرون في ركاب السلطة لتحقيق مطامعهم ومآربهم الشخصية ويزلفون للطغاة، ويزينون لهم أعمالهم ويحرضونهم على الدعاة الصادقين، الذين يقولون كلمة الحق أمام جور السلاطين.
  - وكان يستبشر خيراً بمستقبل الأمة في شبابها، من أبناء الصحوة الإسلامية والتيار الإسلامي، الذين جاءت هزائم الحكام أمام عصابات اليهود، لتوقظ مشاعرهم، وتستنهض هممهم، وتدفع بهم إلى طريق الإسلام، دين العزة والكرامة، والمنهج الحق الذي يصلح ما أفسده الطغاة، ويجمع جماهير الأمة لتحمّل المسؤولية في إرساء قواعد الحق والعدل، وإشاعة الأمن والأمان، والسير قدماً في طريق تحقيق سيادة الأمة، ونصرة الدين.
  - وكان يقول: إن أعمق الرجال تأثيراً في تكويني الروحي بعد رسول الله { وخلفائه الراشدين هم ثلاثة من الرجال الأفذاذ وهم: الإمام الشهيد حسن البنا، ثم خليفته الأستاذ حسن الهضيبي، ذو الشخصية الصلبة الباهرة، والنظرة العميقة، والإخلاص الذي جعله خير عوض عن الفقيد الشهيد حسن البنا، ثم المفكر العالم القاضي الفقيه عبد القادر عودة.
  - وكان في مجلس النواب يلجأ كثيراً لاستجواب الوزراء والمسؤولين، حيث استجوب وزير السياحة، ووزير الأوقاف، ووزير الإعلام، كما استجوب رئيس الوزراء عن تصريح السادات ب: «لا سياسة في الدين ولا دين في السياسة» وعن قول السادات: إن قدوته مصطفى كمال أتاتورك الماسوني العلماني.

## وفاته
أدركه الأجل يوم الإثنين 4-11-1410ه 28-5-1990م في مطار «أبوظبي» وهو يستعد للعودة إلى مصر، بعد جولة علمية في دول الخليج رحم الله الشيخ وأسكنه فسيح جناته. نقل جثمانه إلى القاهرة حيث صلي عليه في مسجد عمر مكرم بميدان التحرير يوم الأربعاء 30-5-1990م، ودفن في مقابر الاسرة ببهرمس بالجيزة. أثنى عليه الشيخ علي الطنطاوي، واعتبره من عباقرة المسلمين في هذا العصر، لما كان له من أثر في السياسة الإسلامية وما أحدثه من تغييرات .